# Organoleptyka

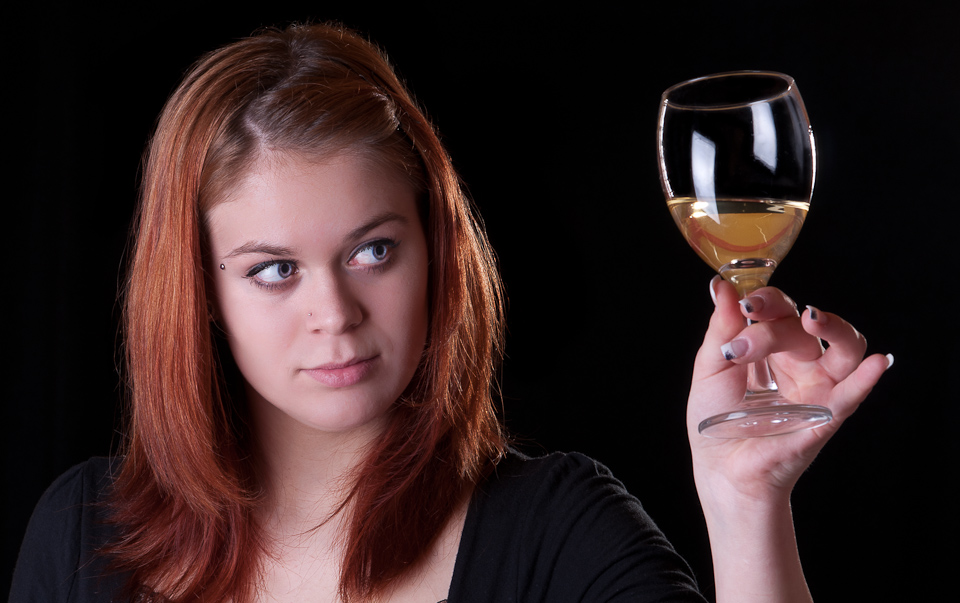
Przykład organoleptyki - kobieta patrząca na kieliszek wina.

Organoleptyka – metoda badawcza polegająca na sprawdzeniu właściwości badanego obiektu za pomocą zmysłów.
Metoda organoleptyczna jest metodą bazująca na zmysłach:
- wzrokowym;
- węchowym;
- smakowym;
- słuchowym;
- dotykowym.

Jest realizowana dzięki odbieranym wrażeniom. Jest metodą szybką i tanią – nie wymaga kosztownego sprzętu i zazwyczaj nieniszczącą, czyli nie prowadzi do zużycia badanego materiału.
Podczas badania metodą organoleptyczną dokonuje się oceny organoleptycznej, czyli ocenia się obiekt za pomocą zmysłów oraz analizy sensorycznej (użycia kilku zmysłów równocześnie). Wynik badania organoleptycznego jest subiektywny i jako taki może być zawodny. Dlatego dla zwiększenia dokładności i prawdziwości wyników powinno być przeprowadzone przez osoby ze sprawdzoną wrażliwością sensoryczną.